# Кодакио I (Кампобасо)
Кодакио I је насеље у Италији у округу Кампобасо, региону Молизе.
Према процени из 2011. у насељу је живело 87 становника. Насеље се налази на надморској висини од 498 м.